# Ruta 23 (Uruguai)
A Ruta 23 é uma rodovia nacional do Uruguai, cujo percurso se desenvolve ligando a Ruta 11, no departamento de  San José, com a Ruta 3, no departamento de Flores.
Através da lei 17409 de 26 de outubro de 2001, se designou o nome de "Francisco Espínola" ao treco compreendido entre a Ruta 11 e a localidade de Ismael Cortinas, em honra ao escritor uruguaio. No mesmo ano, a lei 17442 de 28 de dezembro, designou o nome de Mario Arregui ao segmento entre a localidade de Ismael Cortinas e a cidade de Trinidad.

## Trajeto
Esta estrada nasce na Ruta 11, em Juan Soler, departamento de San José, e se dirige em sentido sudeste-noroeste até a localidade de Ismael Cortinas, no departamento de Flores. Desde este lugar, a rodovia toma direção sudoeste-nordeste até poucos quilômetros ao sul da cidade de Trinidad, constituindo assim uma extensão total de 103 km, numerados do 100 ao 203.
- km 100.000: Extremo sul Junção com a  Ruta 11
  - SE: a Juan Soler,  Ruta 3 e San José de Mayo
  - NO: a Ecilda Paullier e  Ruta 1
- km 111.000: González
- km 124.000: Mal Abrigo
- km 136.000: Estação Guaycurú
- km 150.000: Ismael Cortinas
- km 151.000: Junção com a  Ruta 12
  - Norte: a Cardona e  Ruta 2
- km 189.000: La Casilla
- km 203.000: Extremo norte Junção com  Ruta 3
  - Norte: a Trinidad e  Ruta 14
  - Sul: a San José de Mayo e  Ruta 1